# Facilitación (de reuniones)

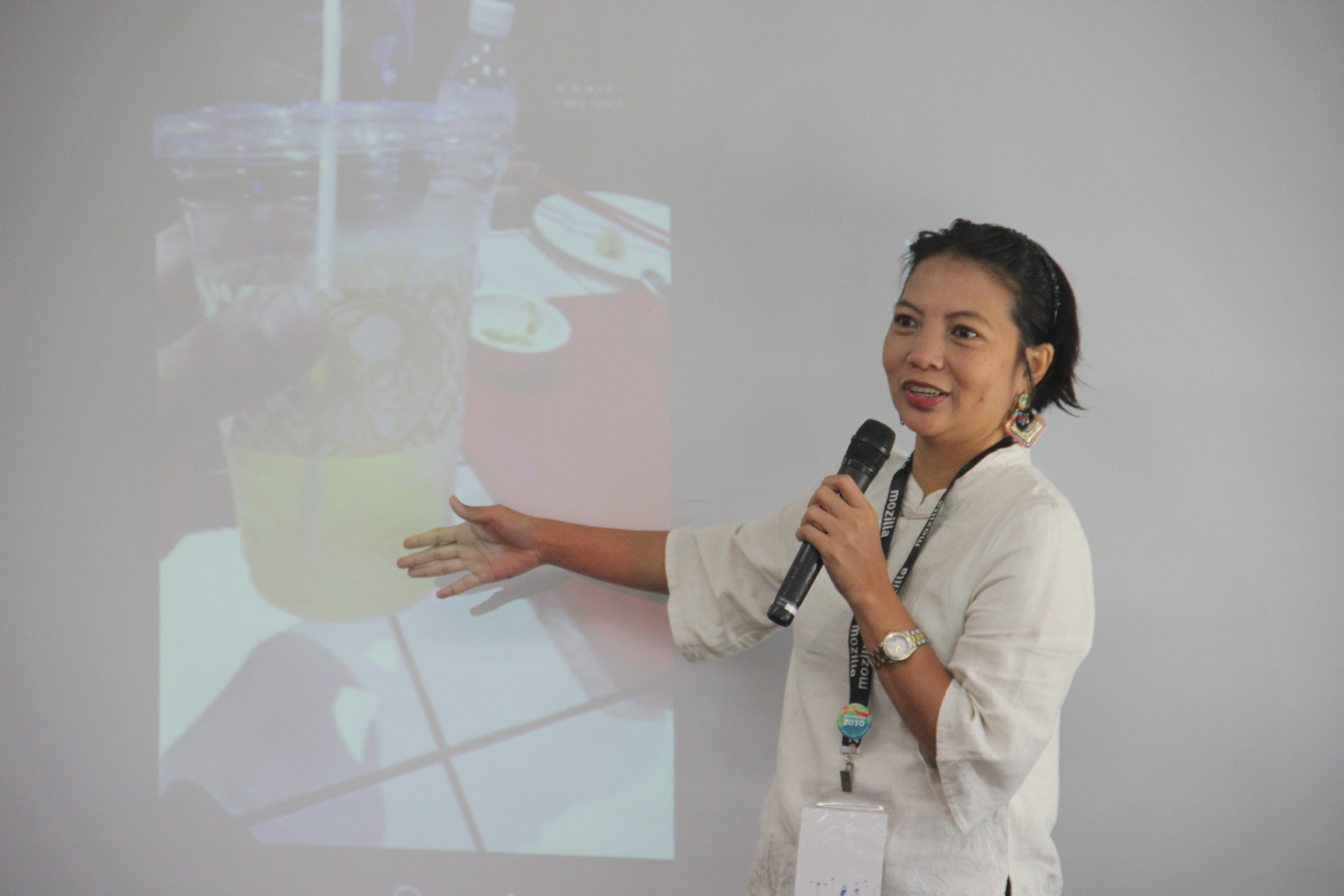
Una facilitadora guiando una discusión durante una reunión.

La facilitación en el ámbito empresarial, organizacional y comunitario se refiere al proceso de diseñar y ejecutar una reunión o taller para lograr un conjunto acordado de objetivos por un equipo. Usualmente, permite la toma de decisiones por consenso de forma ágil y colaborativa. 
La facilitación se encarga de todas las tareas necesarias para lograr un resultado productivo e imparcial que refleje los objetivos acordados y los entregables definidos previamente por el "dueño" de la reunión o cliente.

## Áreas de aplicación
La facilitación sirve las necesidades de cualquier grupo que se reúne con un propósito común, ya sea para tomar una decisión, solucionar un problema, o sencillamente intercambiar ideas e información. Es utilizada [en una amplia gama de situaciones y ocupaciones, incluyendo sitios de trabajo, actividades de salud y disfrute, planeación organizacional y desarrollo comunitario". La facilitación no pretende orientar al grupo a una decisión específica, ni intenta distraer o entretener.
Algunos consideran que esta se centra más específicamente en grupos que realizan aprendizaje experiencial.  En particular esto está asociado con los conceptos de aprendizaje activo, de autoridad tutelar y de coaching. Muchas de las técnicas de facilitación moderna han sido investigadas y clasificadas por John Heron, pionero de la investigación co-operativa.

## La facilitación como rol organizacional
La función del facilitación emergió como un rol con un conjunto específico de habilidades en los 1980s. Tiene semejanzas con el rol que la presidencia de la junta o secretaría general cumple en una reunión, pero va más allá, participando y guiando activamente al grupo hacia un consenso, sin influenciarlo hacia una decisión específica.
Así mismo, la Asociación Internacional de Facilitadores ha definido un núcleo de competencias que incluye seis competencias principales y varias sub-competencias  en su framework de Competencias Núcleo de Facilitación, que soportan una amplia gama de dinámicas de facilitación.

## Dinámicas de facilitación

### Definir las reglas de juego
Este paso inicial, a menudo ignorado por principiantes, es un componente crítico del proceso de facilitación. Definir las reglas de juego es especialmente importante en reuniones sobre problemas difíciles, o para entrenar. Estas reglas son usualmente reiteradas al inicio de la reunión facilitada o taller, para asegurar que los participantes entiendan los roles que se emplearán, y las responsabilidades de cada uno.
Algunas de las reglas de juego más resaltantes para una facilitación exitosa son:
- Estar abiertos a sugerencias
- Construir sobre lo construido, no abatir ideas
- Dar espacio a los demás (para hablar o expresarse)
- Respeto mutuo
- Que la facilitadora no sea la "dueña" del tema en discusión, y que la identidad del "dueño" del tema en discusión, o cliente, sea clara
- Reglas del encuentro, como time-outs y procedimientos
- Cómo se registrará y tratarán asuntos no resueltos
- Que, durante la reunión, sea claro que el "dueño" del tema no es el "dueño" del proceso de facilitación. Esta persona solo debe dar perspectiva o conocimiento. La facilitadora es la "dueña" del proceso durante la reunión.

Todas estas están estrechamente relacionadas con la idea de facilitación como herramienta de empoderamiento.

### Consultar con el cliente
La facilitadora trabajará con el cliente, quien es alguien en una organización o grupo diverso quien esta solicitando la facilitación, y ha invitado a la experta. En esta etapa, se intenta entender el propósito y resultados esperados de la reunión, al discutirlo con el cliente.

### Preparar la reunión o taller
La preparación será realizada o dirigida por la facilitadora. En esta etapa se consideran en detalla la ubicación y método de reuniín, sea este físico o virtual por medio de videoconferencia. Usualmente se entrevista a todos los stakeholders claves para confirmar que se entiende su perspectiva, y el objetivo esperado de la facilitación. 

### Definir la agenda
Los participantes de la facilitación deben entender detalladamente cuáles son los puntos a tratar durante la facilitación, cómo se tratará cada uno, y con cuánto tiempo se cuenta. Usando técnicas de colaboración, permitiran a los participantes entender todos los temas a discutir y todas las posibles rutas de solución. La facilitadora diseña la agenda para soportar el proceso, basado en sus discusiones con los participantes, y en la experiencia profesional de la misma. 

### Aclarar normas del grupo
Como para la mayoría de trabajo de equipo exitoso, es importante que las normas del grupo se discutan y aclaren abiertamente al iniciar la facilitación. En general, se recomienda que ningún participante haga suposiciones sobre la forma en que los demás interactúan, y que se hagan esfuerzos para adaptarse a diferentes culturas y organizaciones.

### Entender dinámica del grupo
Mientras se desarrolla el proceso de facilitación, la facilitadora esta intensamente alerta a signos leves, verbales o no-verbales, que puedan indicar problemas para la colaboración del grupo. La facilitadora puede guiar al grupo para que caiga en cuenta de estas dinámicas perjudiciales, y las intente resolver.

## Tareas de los facilitadores
El rol de facilitador, aunque puede ser cubierto por una sola persona, es usualmente compartido por múltiples facilitadores. Esto, debido a la complejidad y número de tareas que deben realizarse antes, durante, y después de una facilitación. 

### Antes de una reunión
- Investigar el objetivo de la reunión.
- Encontrar el verdadero propósito u objetivo (si existe) de la reunión.
- Establecer quiénes deben ser los participantes.
- Diseñar una agenda y diseñar los procesos de colaboración en grupo para obtener los resultados esperados.
- Compartir la agenda con los participantes, ajustándola si es necesario.
- Asegurarse que todos los participantes están completamente informados sobre la reunión, y que todos conozcan el propósito y potenciales consecuencias de la reunión.

### Durante una reunión
- Supervisar la agenda.
- Llevar el tiempo.
- Liderar el proceso del grupo.
- Alentar la participación de todos los asistentes.
- Ayudar a los participantes a entender diferentes puntos de vista.
- Fomentar soluciones que incorporan diversos puntos de vista.
- Alinear el comportamiento de los participantes.
- Crear un espacio seguro.
- Enseñar nuevas formas de pensar y facilitar actividades estructuradas de colaboración.
- Registrar acuerdos, con términos y frases consensuadas.
- También, registrar temas no resueltos para posteriores debates.

### Después de una reunión
- Usualmente, el facilitador escribe y publica los resultados de una reunión a todos los interesados, incluidos aquellos quienes no pudieron asistir.